# Piegaro
Piegaro é uma comuna italiana da região da Umbria, província de Perugia, com cerca de 3.623 habitantes. Estende-se por uma área de 98 km², tendo uma densidade populacional de 37 hab/km². Faz fronteira com Città della Pieve, Marsciano, Montegabbione (TR), Monteleone d'Orvieto (TR), Paciano, Panicale, Perugia, San Venanzo (TR).

## Demografia
| Variação demográfica do município entre 1861 e 2011                               |
|                                                                                   |
| Fonte: Istituto Nazionale di Statistica (ISTAT) - Elaboração gráfica da Wikipedia |